# آدلیا ویلدانوا
آدلیا ویلدانوا (روسی: Адиля Вылданова؛ زادهٔ ۱۹ مارس ۱۹۹۴) بازیکن فوتبال اهل قزاقستان است.
وی همچنین در تیم ملی فوتبال زنان قزاقستان بازی کرده‌است.